# Martinus Casimir Addicks
Martinus Casimir Addicks (Amersfoort, 25 november 1887 — Amsterdam, 6 september 1941) was een Nederlandse verzetsstrijder tijdens de Tweede Wereldoorlog.

## Biografie
Martinus Casimir Addicks was de zoon van Arie Teunis Addicks en Linkie Hansum. Hij trouwde op 16 december 1915 met Jaapje de Vries.
Addicks was hoofdmonteur bij de telefoondienst en sloot zich aan bij het verzet in 1940 waar hij voor zijn zoon Arie Addicks ondersteunende werkzaamheden verrichtte bij de opslag van het illegale blad "Het Parool" in zijn huis. Ook hadden Addicks en zijn vrouw gedurende de oorlog Joodse onderduikers en verzetsstrijders in huis, onder anderen Jaap van Leeuwen.
Op 6 september 1941 werd Addicks tijdens zijn poging om zijn zoon te laten vluchten via het dak
aangehouden  vast  gebonden aan de trap en doodgeschoten door NSB'ers die zijn huis binnenvielen met de bedoeling zijn zoon te arresteren. Zijn dode lichaam werd de trap af naar beneden geschopt. Zijn vrouw raakte gewond. Hij ligt begraven op de Algemene begraafplaats Zorgvlied, vak 13 nr. 453 aan de Amsteldijk te Amsterdam.
Zijn jongere broer Wim Addicks speelde voor De Meeuwen, AFC en Ajax.